# Télécabine de Nijni-Novgorod
Le télécabine de Nijni Novgorod est un transport urbain par câble construit par le groupe Poma (Pomagalski) et permettant de relier les deux villes de Nijni Novgorod et de Bor, séparées par la Volga.

## Contexte
La création du télécabine répondait à un besoin en matière de transport : la ville industrielle de Bor accueille de nombreux emplois, occupés par beaucoup de personnes vivant de l'autre côté du fleuve, à Nijni Novgorod. Le pont construit en 1965 reliait les deux villes en permettant d'éviter d'emprunter un bac, mais il a l'inconvénient de remplacer le trajet direct de 6 kilomètres par un trajet de 34 kilomètres. Le trajet automobile pouvait prendre jusqu'à deux heures.

## Le télécabine
Pour répondre à ce problème, la décision a été prise de construire un télécabine qui franchisse le fleuve, en se jouant toutefois des trois contraintes du site :
- maintenir un tirant d'air suffisant pour le passage des bateaux,
- placer les infrastructures, et notamment les parties métallique des pylônes, hors hauteur maximale de crue,
- placer tous les supports hors d'eau, car la Volga gèle en hiver.

Le groupe Poma a réalisé un télécabine comportant dix pylônes, dont deux permettent de franchir le cours central du fleuve et s'élèvent à 82 mètres ; d’un poids de 170 tonnes, ils permettent une portée centrale de 900 mètres, suffisante pour garantir un tirant d'air de 19 ou 23 mètres suivant les sources, et pour mettre les pylônes hors d'eau.
Les 28 cabines (56 à terme) de 8 places permettent d'assurer un trafic de 1000 personne à l'heure dans chaque sens, pour une durée de traversée de 12 minutes.

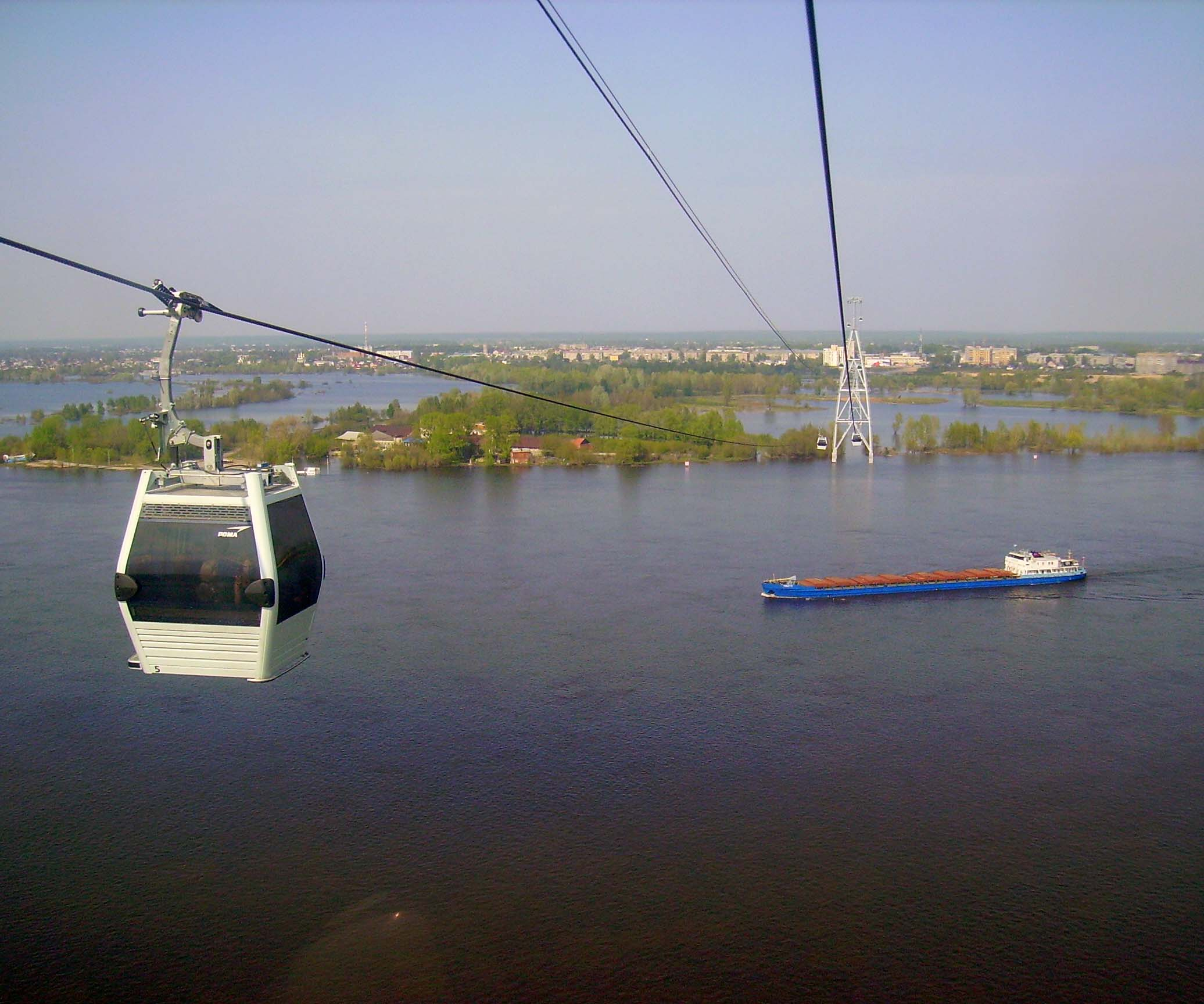
La Volga.
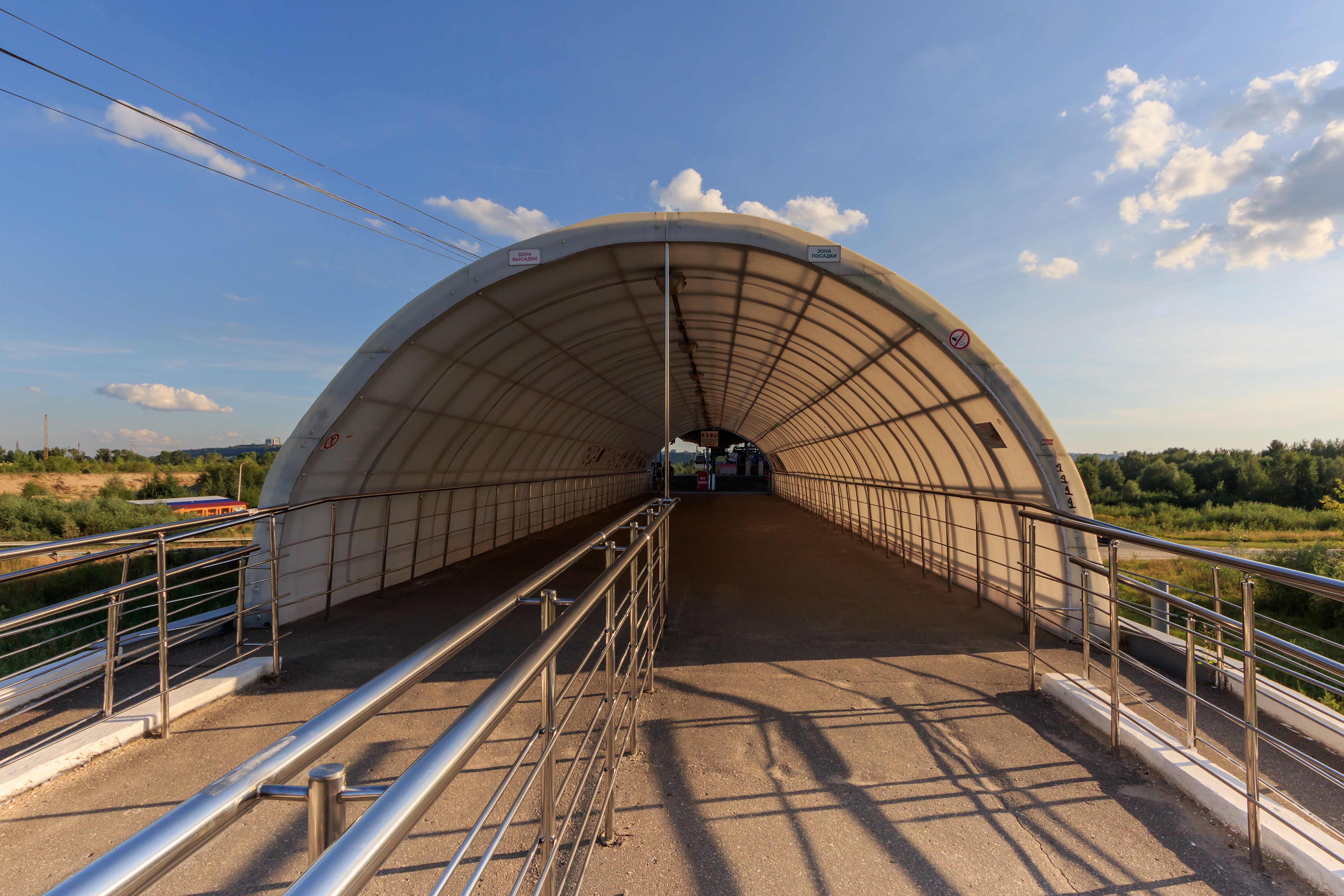
Le terminus de Bor.
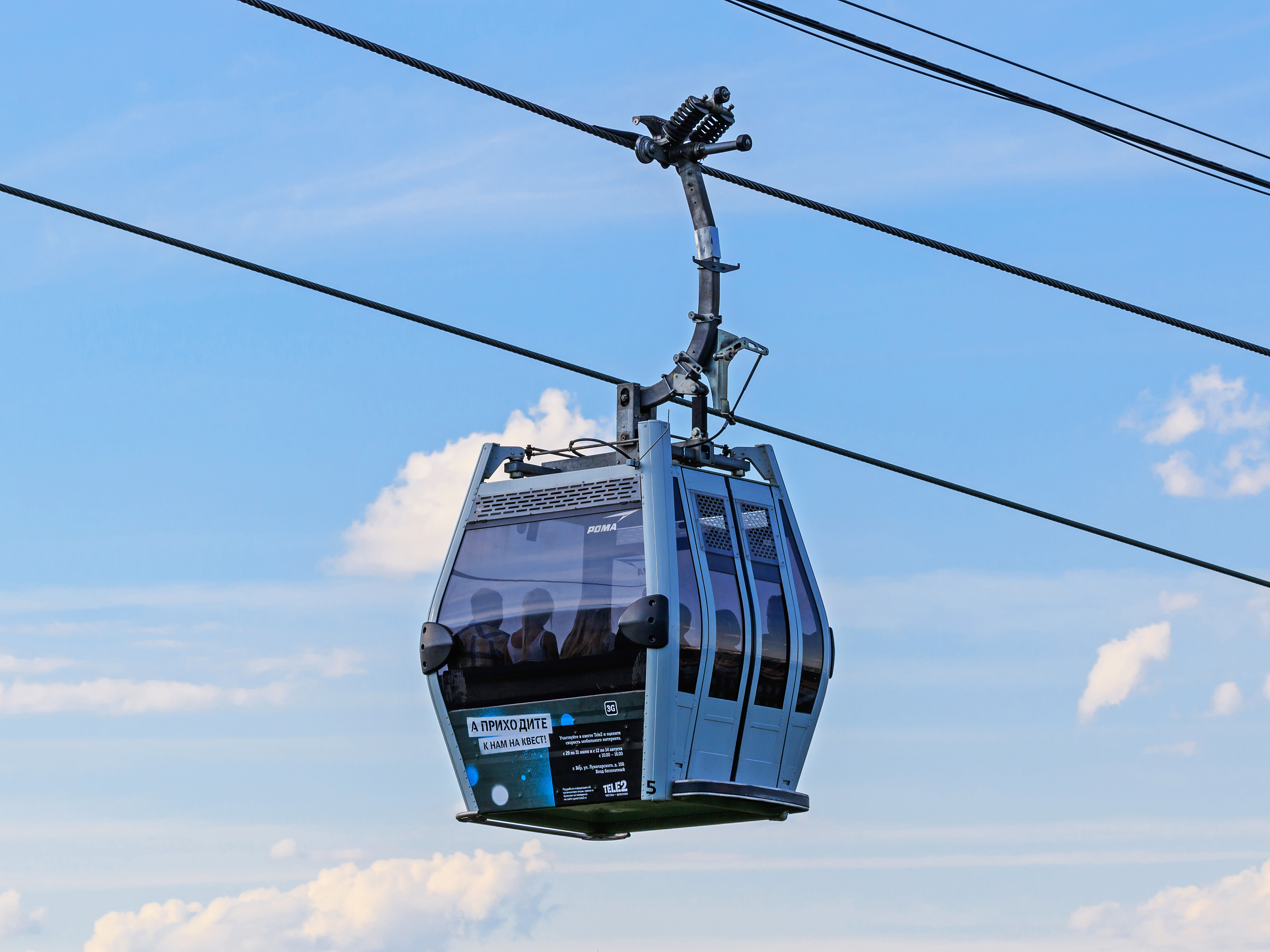
Cabine
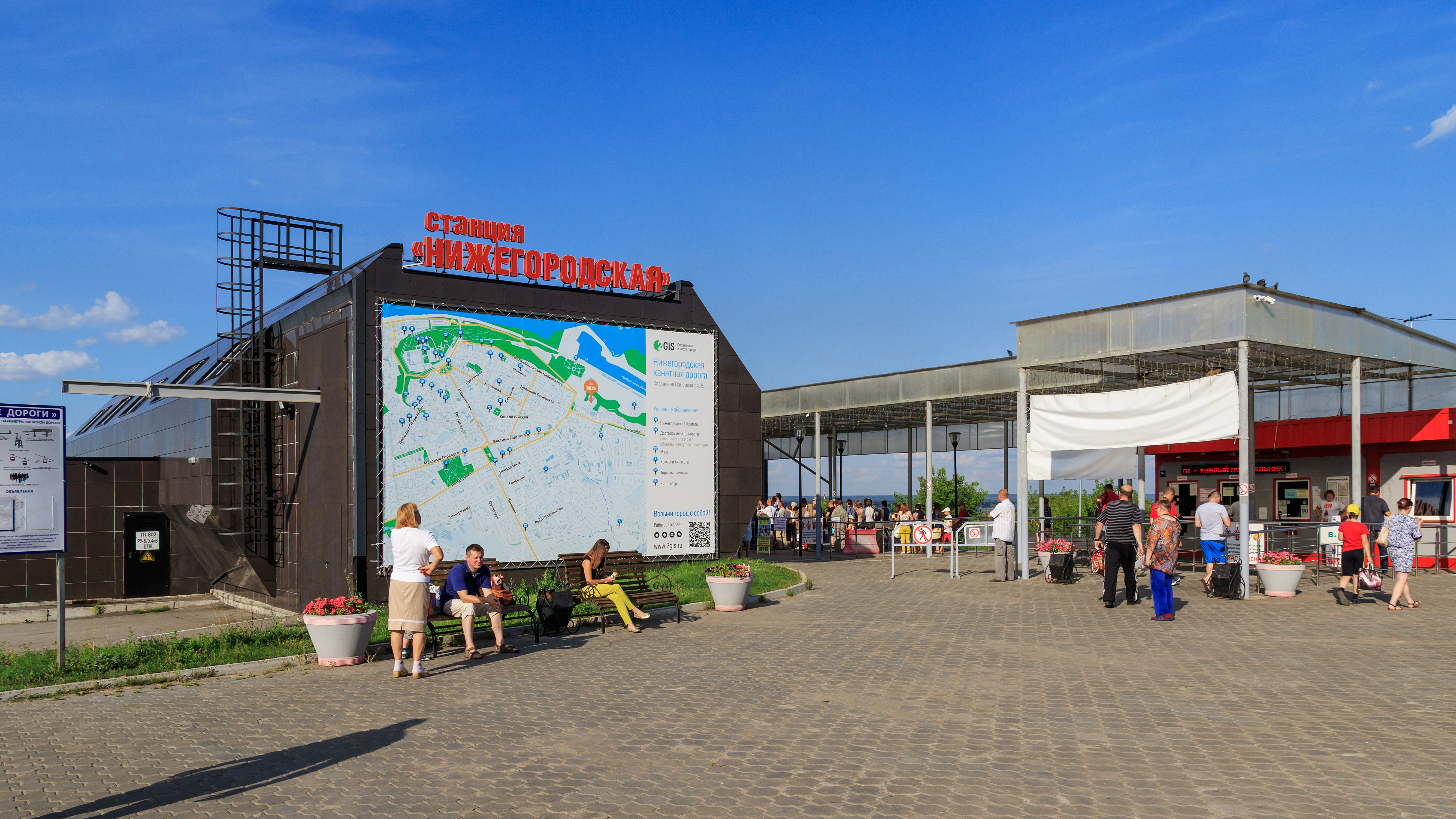
Le terminus de Nijni Novgorod
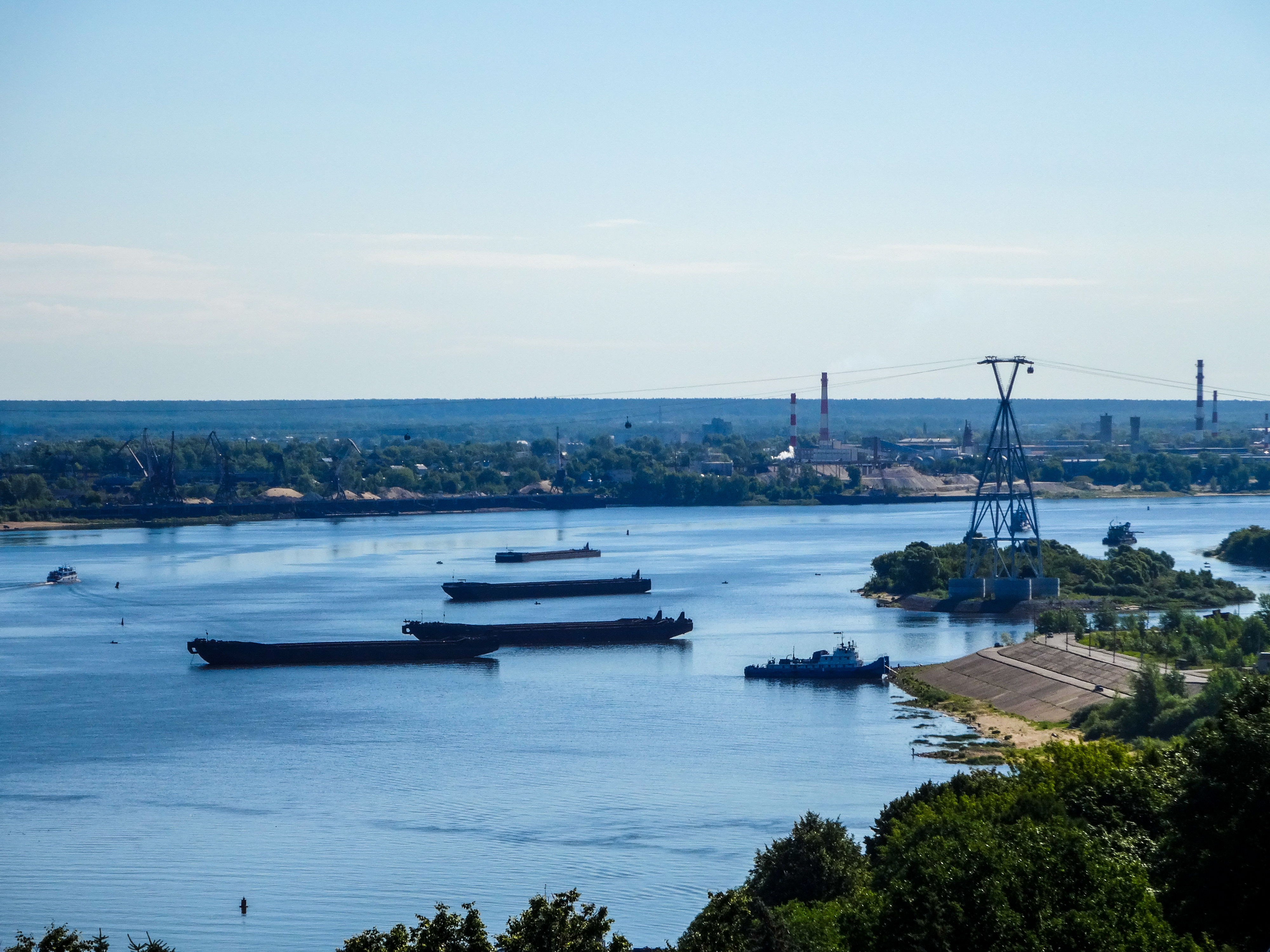
Vue sur Volga et téléphérique. Juillet 2014